# Зоря завтрашнього дня (фільм, 1924)
«Зоря завтрашнього дня» (англ. The Dawn of a Tomorrow) — американська кримінальна драма режисера Джорджа Мелфорда 1924 року. Фільм вироблено компанією Famous Players-Lasky і поширено через Paramount Pictures, в головній ролі ― Жаклін Логан. Стрічка заснована на однойменному романі 1906 року Френсіс Ходжсон Бернетт. Перша екранізація була випущена у 1915 році, під назвою «Зоря завтрашнього дня з Мері Пікфорд».  У 1909 році на Бродвеї була поставлена версія п'єси, що стала останньою головною сценічною роллю акторки Елеонори Робсон Бельмонт.

## У ролях
- Жаклін Логан — Глед
- Девід Торренс — сер Олівер Голт
- Реймонд Гріффіт — Денді
- Роланд Боттомлі — Артур Голт
- Гарріс Гордон — Нод
- Гай Олівер — Блек
- Темпе Піготт — Гінні
- Мейбл Ван Бурен — Бет
- Маргаріт Клейтон — Медж
- Альма Беннетт — Поллі
- Воррен Роджерс — Барні

## Збереження
Копій фільму «Зоря завтрашнього дня», не міститься в жодному архіві фільмів.